# Master of Orion: Conquer the Stars
Master of Orion: Conquer the Stars est un jeu vidéo de type 4X développé par NGD Studios et édité par Wargaming.net sorti en 2016.

## Accueil
- Gamekult : 5/10[1]
- IGN : 7,1/10[2]
- Jeuxvideo.com : 15/20[3]
- PC Gamer : 73 %[4]